# Бодза
Бодза (словац. Bodza) — село в окрузі Комарно Нітранського краю Словаччини. Площа села 6,32 км². Станом на 31 грудня 2015 року в селі проживало 393 жителі.

## Історія
Перші згадки про село датуються 1268 роком.

## Географія
Протікає канал Голяре-Ліпове.

## Населення
| Рік:            | 1994. | 2004.   | 2014.   | 2024. |
| --------------- | ----- | ------- | ------- | ----- |
| Кількість осіб: | 341   | 355     | 372     | 372   |
| Різниця:        |       | +4,10 % | +4,78 % | +0 %  |

| Рік:            | 2023. | 2024. |
| --------------- | ----- | ----- |
| Кількість осіб: | 372   | 372   |
| Різниця:        |       | +0 %  |